# Hyles nicaea
Hyles nicaea is een vlinder uit de familie pijlstaarten (Sphingidae). 
De vlinder heeft een spanwijdte van 80 tot 100 millimeter. De vliegtijd van de nominale ondersoort is in juni en soms een tweede generatie in augustus. De rups, die tot 12 centimeter lang wordt, gebruikt soorten Euphorbia als waardplant. Aanvankelijk is de rups 5 millimeter lang en geel. Als de rupsen gaan eten, dan worden ze groen en krijgen ze rijen zwarte stippen in de lengterichting. In de laatste stadia is de rups lichtgrijs en krijgen de zwarte stippen een oranje kern. Soms smelten de zwarte vlekken samen tot een geheel zwarte rups. De geelbruine pop is 45 tot 50 millimeter groot.

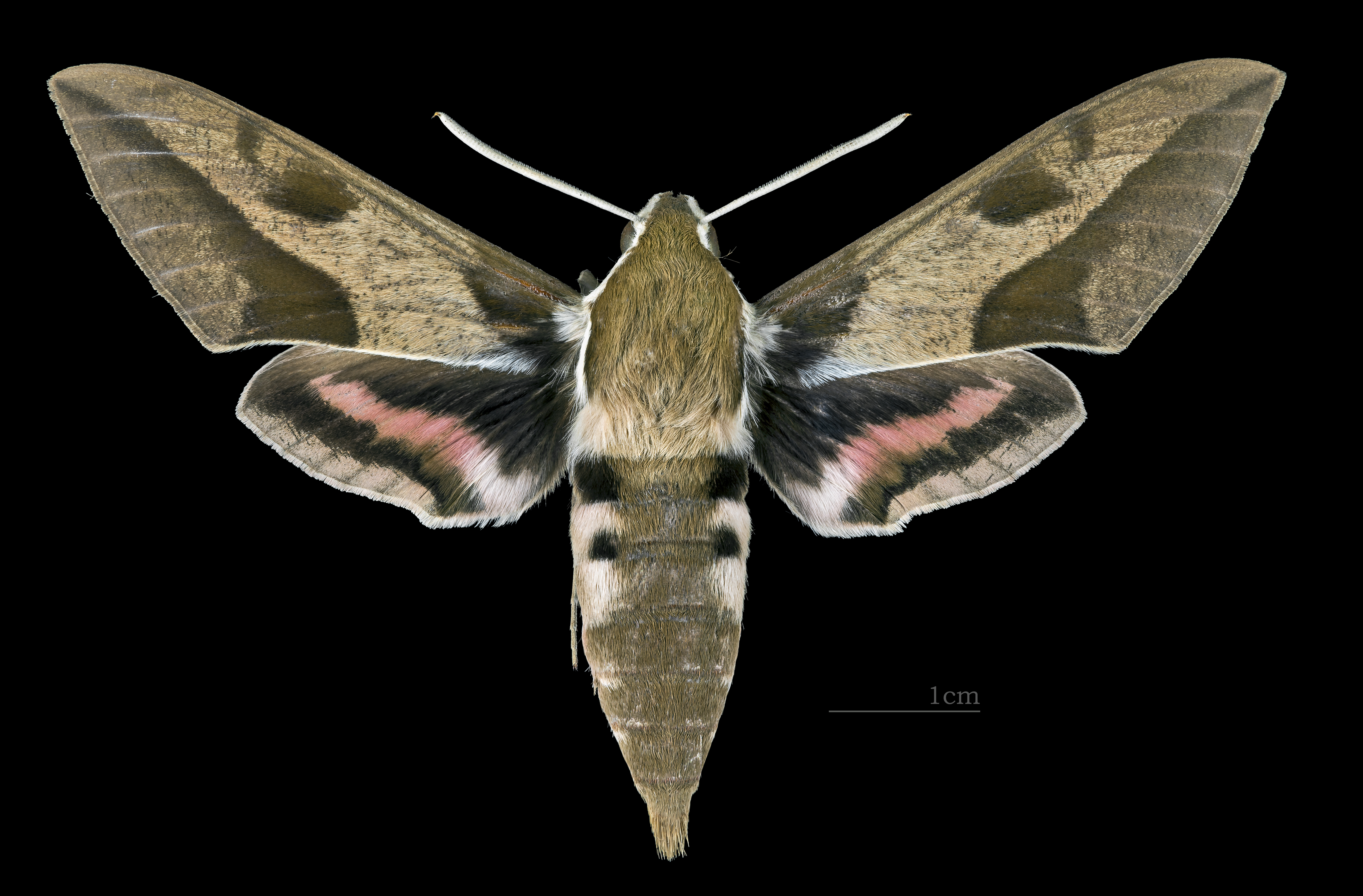
Hyles nicaea nicaea ♂
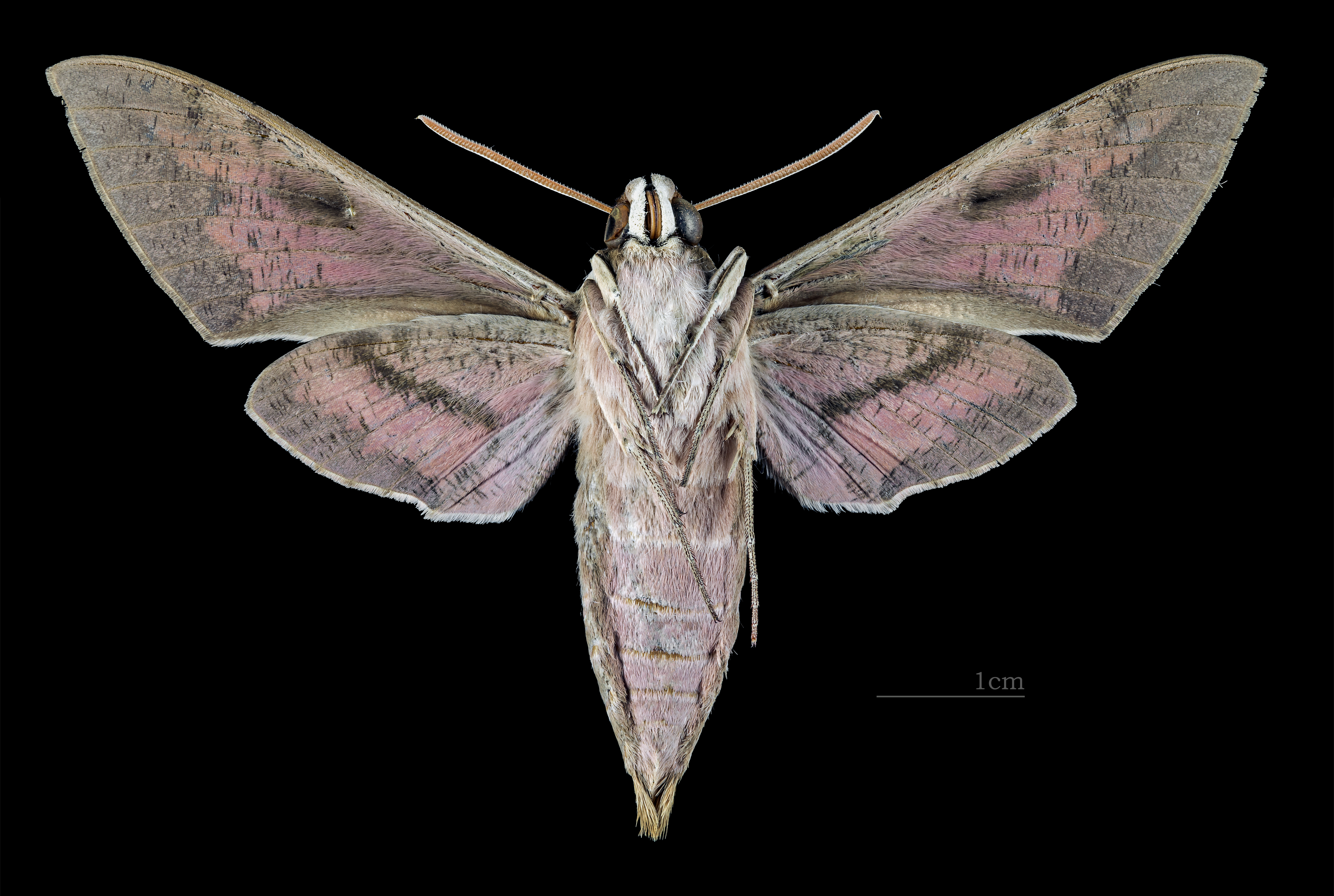
Hyles nicaea nicaea ♂   △
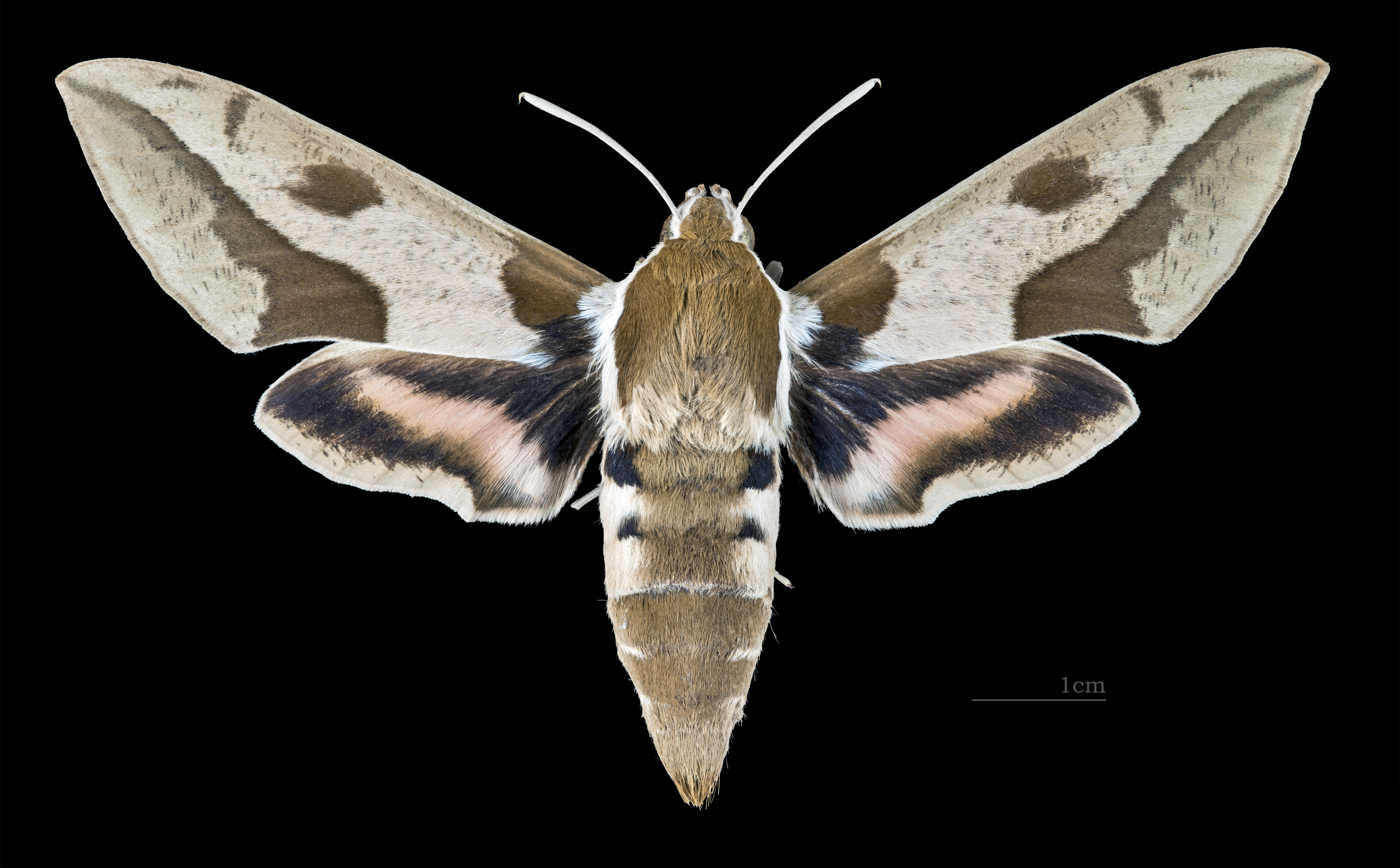
Hyles nicaea nicaea  ♀
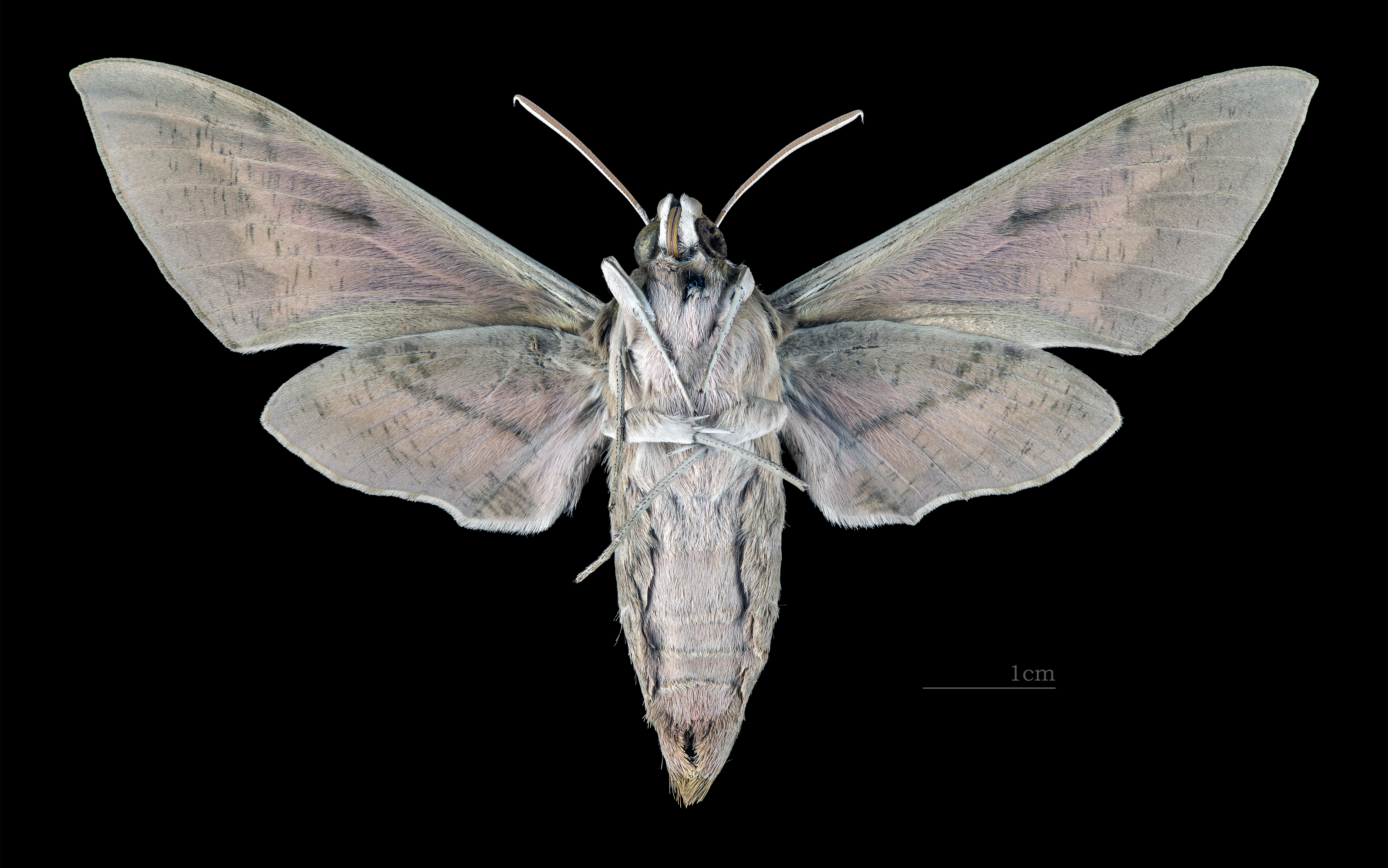
Hyles nicaea nicaea  ♀ △

De soort komt voor van Noord-Afrika en Europa tot het noorden van India, Tibet en Xinjiang. De nominale ondersoort komt voor in het westelijk deel van het verspreidingsgebied, tot Turkije en zuidwest Bulgarije.

## Ondersoorten
Men onderscheidt de volgende ondersoorten:
- Hyles nicaea nicaea (nominale ondersoort)
- Hyles nicaea lathyrus (oost Afghanistan, noordwest India en Tibet)
- Hyles nicaea castissima (Atlasgebergte)
- Hyles nicaea sheljuzkoi (van Libanon en het noorden van Israël tot west Xinjiang)
- Hyles nicaea orientalis (zuiden van de Krim en westen van de Zuidelijke Kaukasus)

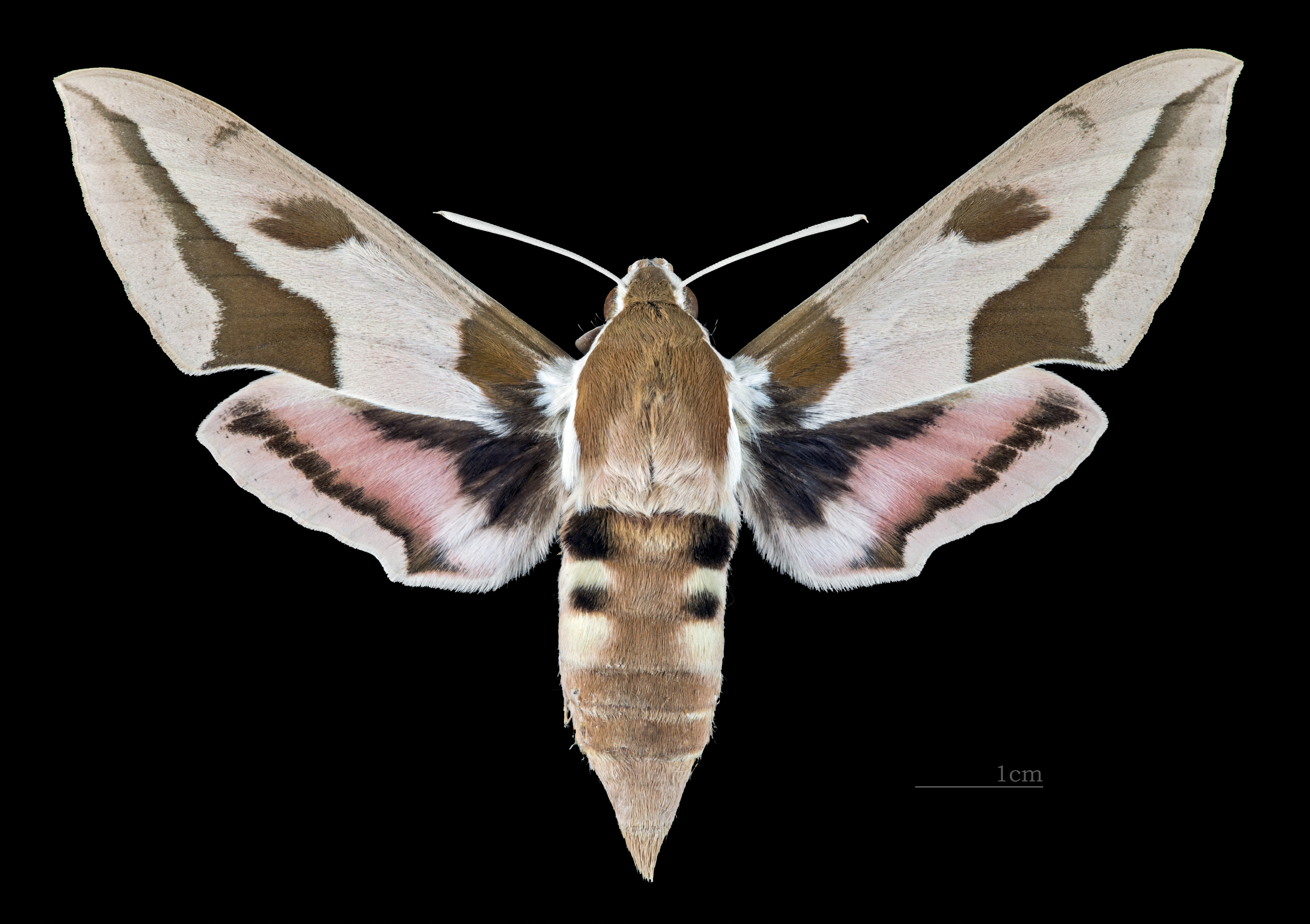
Hyles nicaea castissima  ♀
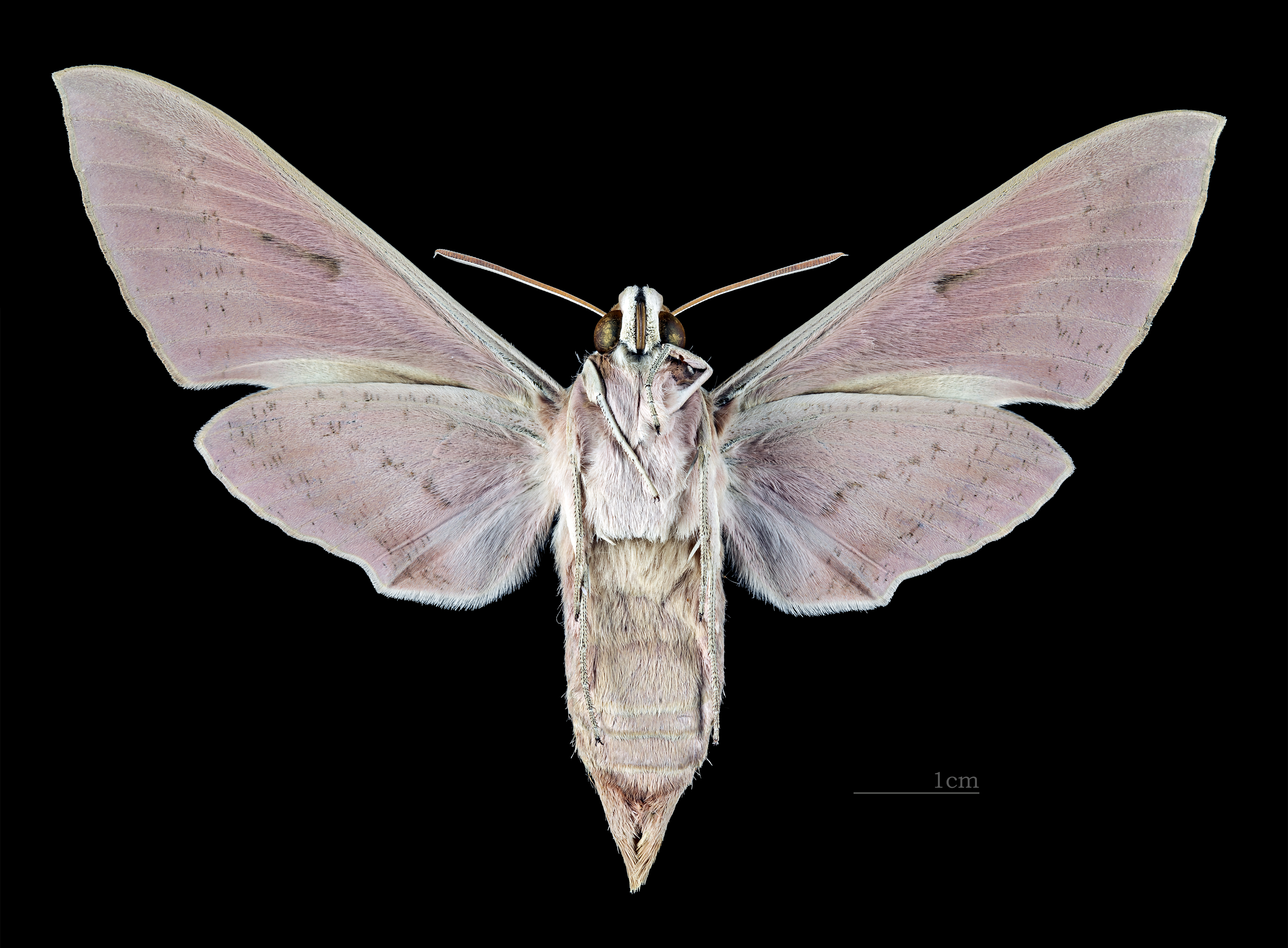
Hyles nicaea castissima  ♀ △